# Donáttornya
Donáttornya (más alakban: Dónát-tornya) egy középkori mezőváros volt Szentestől keletre. A Mágocs-ér és a Kórógy-ér összefolyásánál állt – az ásatások szerint mindhárom parton. A Kórógytól keletre 2-300 méter hosszan folytatódott. A „Donát” nevet feltehetőleg első tulajdonosáról kapta – bár egyéb ismeretünk nem maradt fent ilyen nevű földbirtokosról – míg a „-tornya” utótag a templomára utal. A város a tizenöt éves háború idején pusztult el véglegesen. Területe ma Szentes Dónát nevű határrészét alkotja.

## Története
Az oklevelekben 1446-ban jelenik meg először a név, ekkor Donáttornya Szekcsõi Herczeg és a Hédervári család birtokában volt, később Hunyadi János birtokába került. Hunyadi kézen vándorolva Hunyadi Mátyás, Szilágyi Erzsébet végül Corvin János kezébe került. Ekkor élte virágkorát, a környező települések közül kiemelkedett. Viszonylagos önállóságát mutatja, hogy 1465-ben bírája és esküdtjei voltak. 1482-ben Szentes bírája, Ákos Pál is ide költözött át. 1484-ben Mátyás király a földesúri joghatóság alóli kivétellel ajándékozta meg a donátiakat, akik polgári peres ügyeiket így saját bíróságuk előtt intézhették. A virágkornak véget vetett a város újbóli elajándékozása: Corvin János Dánfi Andrásnak ajándékozta, aki később végrendeletében a nyúlszigeti domonkos apácákra hagyta. Ettől kezdve a falu nem tudott ellenállni a környező földbirtokosok hatalmaskodásainak.
1499-ben 100 családfő lakott a városban, amiről 500 fős lakosság feltételezhető. Az 1500-as években elnéptelenedett. 1562-ben újratelepítését tervezték, de nem sikerült. 1589-ben már mint adózásra képtelen falu szerepel az összeírásokban. A Szentes történetét bemutató Petrák-krónika szerint templomának falai az 1700-as évek elején még álltak, de idővel a környékbeliek elhordták a köveit építkezésekre.
Pusztulásáról két feltételezés él: Az 1920-as években a templom régészeti feltárása során falain égésnyomokat, közelében sok, rendszertelenül fekvő emberi csontvázat talált Csallány Gábor régész, melyek szerinte az itt legyilkolt lakosok maradványai voltak. Más vélemények szerint a több rétegű, szabálytalan elrendezésű templom körüli temető sírjait találta meg; így a város nem tűzvészben, fosztogatásban pusztult el, hanem lassan néptelenedett el, lakói Szentesre költöztek az adóterhek miatt.
Érdekességként megemlíthető, hogy 1514-ben a donáttornyai parasztok feldúlták és felégették a közeli Szeg települést (ma Szegvár).

## Kutatása, feltárása
A városról 15. századból több tucat oklevél maradt fent, így az első kutatások (Szeremlei Samu, illetve Borovszky Samu munkássága) ezek alapján indultak meg a 19-20. század fordulóján. Az első ásatásokat Csallány Gábor végezte, több avar kori temetőt is feltárt a környéken. A középkori Donáttornya maradványaira a Dóczi-tanyánál akadt rá. Az 1920-as években Zalotay Elemérrel együtt tárták fel a város középkori templomát.
Az 1940-es években illegális ásatásokat folytattak a helyszínen, újra kiásták a templom alapjait és nagy számú középkori kerámiát találtak. Ásatási dokumentáció egyik esetben sem maradt fent, a kiásott leletek eltűntek.

## A határrész ma
A város nevét őrzi ma is Szentes Dónát nevű határrésze. A határrészt nyugatról a Kórógy-csatorna, keletről Nagymágocs, északról Fábiánsebestyén határolja. Északi részén fut a Szentes-Fábiánsebestyén közti 4642-es út és a vele párhuzamos Kiskunfélegyháza–Orosháza-vasútvonal, ahol Dónát megállóhely is őrzi a nevét. Régebben élt a Külső-Dónát és Belső-Dónát elnevezés, hivatalosan a határrész két egykori tanyasi iskoláját különböztették meg vele (Belső-dónáti iskola, Külső-dónáti iskola). Az egykori falutól délre kunhalom található.